# Fran Somensi
Francis Somensi, mais conhecida como Fran Somensi, (São Jorge d'Oeste, 8 de março de 1978) é uma farmacêutica e política brasileira filiada ao Republicanos.

## Biografia

### Início de vida
Francis Somensi nasceu em 8 de março de 1978, em São Jorge d'Oeste, no Paraná. É casada com Claiton Gonçalves, ex-prefeito de Farroupilha.

### Formação acadêmica
Fran Somensi é farmacêutica bioquímica, com pós-graduação em Farmacologia Aplicada.

## Carreira política
Antes de sua eleição como deputada estadual, Fran Somensi desenvolveu o programa "Farmácia Solidária" como primeira-dama de Farroupilha. Este programa consiste na arrecadação de medicamentos não utilizados pela comunidade e seu repasse a pessoas que não possuem recursos para adquiri-los. Em três anos de atuação, mais de 615 mil unidades de medicamentos foram disponibilizadas, gerando uma economia de R$ 1,2 milhões para os cofres públicos e para a população.
Nas eleições estaduais de 2018, Fran Somensi foi eleita para seu primeiro mandato como deputada estadual com 15.404 votos pelo Partido Republicano Brasileiro (PRB). Sua maior votação (10.800 votos) ocorreu em Farroupilha, seguida por Caxias do Sul (1.200 votos) e Bento Gonçalves (875 votos), além de outros municípios da Serra Gaúcha.
Nas eleições estaduais de 2022 tentou a reeleição pelo Republicanos para a 56ª legislatura (2023 — 2027) ficando como suplente com 23.615 votos.

### Atuação parlamentar e projetos de lei
Em seu mandato, Fran Somensi pretende ampliar a atuação da "Farmácia Solidária" em âmbito estadual, buscando tornar o Rio Grande do Sul pioneiro em logística reversa de medicamentos. Além disso, ela visa atuar em áreas como saúde e infraestrutura.
Entre os projetos de lei de sua autoria, destacam-se:
- Projeto de Lei 144/2020: Reconhece a prática da atividade física e do exercício físico como essenciais para a população do Rio Grande do Sul.[4]
- Projeto de Lei 117/2021: Institui a Lei Helena Maffini, estabelecendo procedimentos a serem adotados nos casos de perda gestacional, natimorto e perda neonatal nos serviços públicos e privados de saúde.[5]
- Projeto de Lei 81/2019: Institui o Dia do Farmacêutico no Estado do Rio Grande do Sul.[6]

## Desempenho em eleições
| Ano  | Eleição                       | Partido      | Cargo             | Votos  | Resultado | Ref.  |
| ---- | ----------------------------- | ------------ | ----------------- | ------ | --------- | ----- |
| 2018 | Estadual no Rio Grande do Sul | PRB          | Deputada estadual | 15.404 | Eleita    | [ 2 ] |
| 2022 | Estadual no Rio Grande do Sul | Republicanos | Deputada estadual | 23.615 | Suplente  | [ 3 ] |